# Lampa (provincie)
Lampa is een provincie in de regio Puno in Peru. De provincie heeft een oppervlakte van  5.792 km² en telt 51.528 inwoners (2015). De hoofdplaats van de provincie is het district Lampa.

## Bestuurlijke indeling
De provincie Lampa is verdeeld in tien districten, UBIGEO tussen haakjes:
- (210702) Cabanilla
- (210703) Calapuja
- (210701) Lampa, hoofdplaats van de provincie
- (210704) Nicasio
- (210705) Ocuviri
- (210706) Palca
- (210707) Paratia
- (210708) Pucará
- (210709) Santa Lucia
- (210710) Vilavila